# Jan Baptist van Rijswijck
Jan Baptist van Rijswijck, född 14 december 1818 i Antwerpen, död där 5 juli 1865, var en flamländsk journalist och författare. Han var bror till Jan Theodoor van Rijswijck. 
J.B. van Rijswijck utgav 1857–1865 tidningen De grondwet i Antwerpen och var även flamländsk diktare, bland annat en samling Mengelpoëzy (1855).